# Джерело «Слободка»
Джерело́ «Слобо́дка» — гідрологічна пам'ятка природи місцевого значення в Україні. Об'єкт розташований на території Подільському районі Одеської області, при південно-західній околиці смт Слобідка, в урочищі «Слободка», кв. 34, діл. 13. 
Площа — 0,2 га. Статус отриманий у 1993 році. Перебуває у віданні ДП «Кодимське лісове господарство».